# Geranomyia valverdensis
Geranomyia valverdensis är en tvåvingeart som först beskrevs av Alexander 1946.  Geranomyia valverdensis ingår i släktet Geranomyia och familjen småharkrankar. Inga underarter finns listade i Catalogue of Life.